# HARPS-N

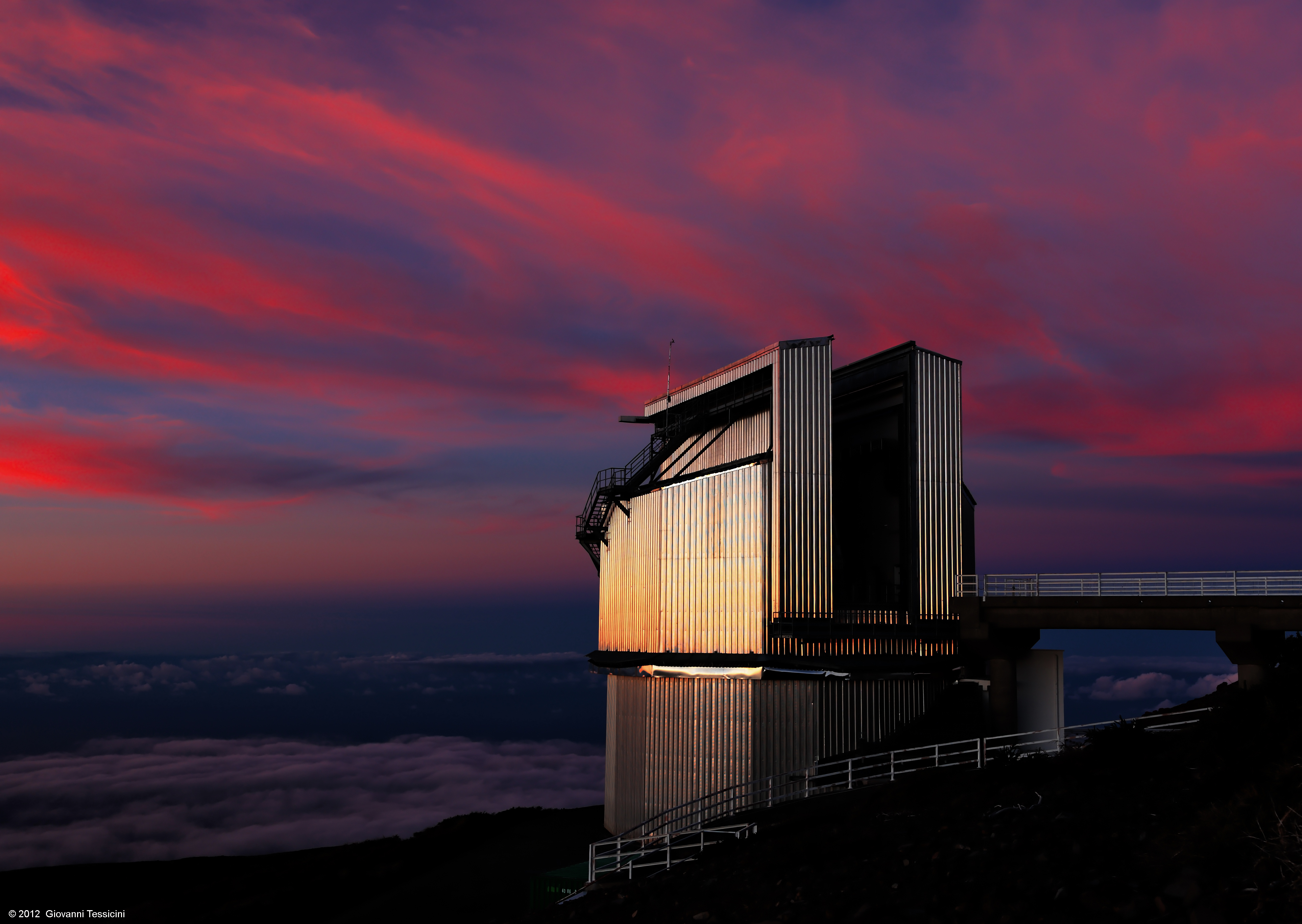
El Telescopio Nacional Galileo donde está instalado el espectrógrafo HARPS-N

HARPS-N (acrónimo para Buscador de Planetas por Velocidad Radial de Alta Precisión en el Hemisferio Norte; High Accuracy Radial velocity Planet Searcher in the Northern Hemisphere, en inglés) es un espectrógrafo Échelle de alta precisión instalado en 2012 en el Telescopio Nazionale Galileo (TNG), ubicado en el Observatorio del Roque de Los Muchachos (La Palma, Islas Canarias). Es "gemelo" del instrumento HARPS instalado en el Telescopio de 3,6 metros de ESO (Observatorio de La Silla, Chile).
El objetivo principal de este instrumento es el descubrimiento y caracterización de planetas extrasolares del tamaño de la Tierra. La observación se basa en el principio de la variación de la velocidad radial de una estrella sujeta a las fuerzas gravitacionales de cuerpos en rotación alrededor de ella.
El proyecto HARPS-N es una colaboración entre el Observatorio Astronómico de la Universidad de Ginebra, el Center for Astrophysics (CfA) en Cambridge (Massachusetts), las universidades de Saint Andrews  y de Edimburgo, la Universidad Queen’s de Belfast y el Istituto Nazionale di Astrofísica (INAF).

## Primera luz en el espacio
La primera luz en el espacio fue obtenida por HARPS-N, el 27 de marzo de 2012 y las operaciones oficiales se iniciaron el 1 de agosto de 2012.